# Ryan Hardwick

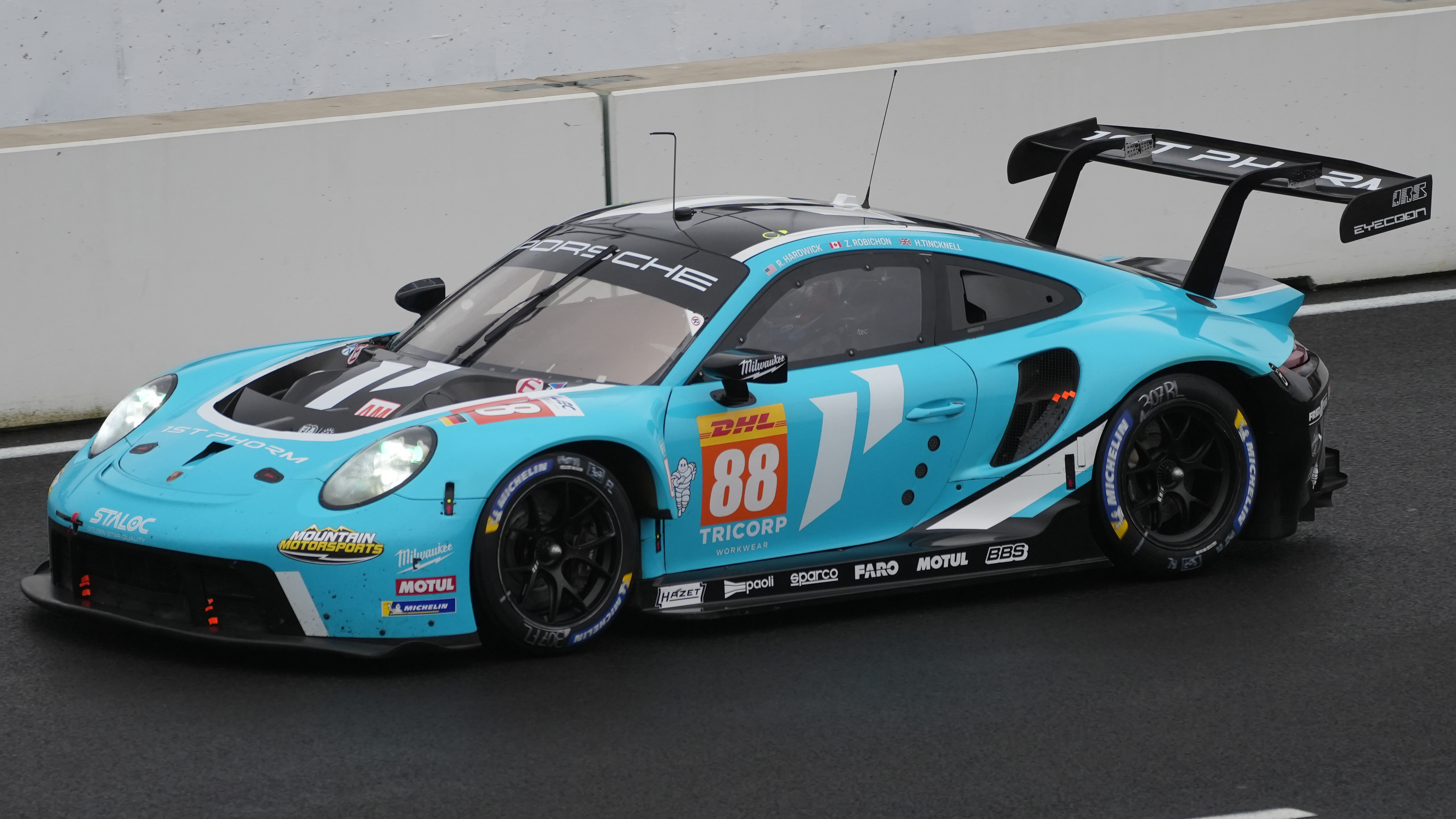
Der von Ryan Hardwick beim 6-Stunden-Rennen von Spa-Francorchamps 2023 gefahrene Porsche 911 RSR-19

Ryan Walter Hardwick (* 3. Oktober 1980 in Knoxville) ist ein US-amerikanischer Autorennfahrer.

## Karriere als Rennfahrer
Ryan Hardwick begann seine Fahrerkarriere 2017 im nordamerikanischen Lamborghini Super Trofeo Cup, den er als Gesamtzweiter beendete. Nach dem Sieg beim Suoer-Trofeo-World-Final 2018 fuhr er ab 2019 Sportwagenrennen in Nordamerika und Europa.
2020 beendete er gemeinsam mit Patrick Long auf einem Porsche 911 GT3 R die GT-Saison der IMSA WeatherTech SportsCar Championship an der zweiten Stelle. Diesen Erfolg konnte er 2022 wiederholen. 2023 gab er sein Debüt beim 24-Stunden-Rennen von Le Mans und startete regelmäßig in der FIA-Langstrecken-Weltmeisterschaft. 

## Statistik

### Le-Mans-Ergebnisse
| Jahr | Team               | Fahrzeug                | Teamkollege       | Teamkollege   | Platzierung             | Ausfallgrund |
| ---- | ------------------ | ----------------------- | ----------------- | ------------- | ----------------------- | ------------ |
| 2023 | Proton Competition | Porsche 911 RSR-19      | Zacharie Robichon | Jan Heylen    | Ausfall                 | Unfall       |
| 2024 | Proton Competition | Ford Mustang GT3        | Zacharie Robichon | Ben Barker    | Rang 46                 |              |
| 2025 | Manthey 1st Phorm  | Porsche 911 GT3 R LMGT3 | Richard Lietz     | Riccardo Pera | Rang 33 und Klassensieg |              |

### Sebring-Ergebnisse
| Jahr | Team               | Fahrzeug                | Teamkollege       | Teamkollege        | Platzierung             | Ausfallgrund |
| ---- | ------------------ | ----------------------- | ----------------- | ------------------ | ----------------------- | ------------ |
| 2019 | Paul Miller Racing | Lamborghini Huracán GT3 | Corey Lewis       | Bryan Sellers      | Rang 34                 |              |
| 2020 | Wright Motorsports | Porsche 911 GT3 R       | Patrick Long      | Jan Heylen         | Rang 18 und Klassensieg |              |
| 2022 | Wright Motorsports | Porsche 911 GT3 R       | Zacharie Robichon | Jan Heylen         | Rang 36                 |              |
| 2023 | Wright Motorsports | Porsche 911 GT3 R       | Zacharie Robichon | Jan Heylen         | Rang 27                 |              |
| 2024 | Proton Competition | Ford Mustang GT3        | Corey Lewis       | Giammarco Levorato | Ausfall                 | Motorschaden |

### Einzelergebnisse in der FIA-Langstrecken-Weltmeisterschaft
| Saison | Team               | Rennwagen               | 1   | 2   | 3   | 4   | 5   | 6   | 7   | 7   |
| ------ | ------------------ | ----------------------- | --- | --- | --- | --- | --- | --- | --- | --- |
| 2023   | Proton Competition | Porsche 911 RSR         | SEB | POR | SPA | LEM | MON | FUJ | BAH |     |
| 2023   | Proton Competition | Porsche 911 RSR         |     | 29  | 23  | DNF |     |     |     |     |
| 2024   | Proton Competition | Ford Mustang GT3        | KAT | IMO | SPA | LEM | SAO | AUS | FUJ | BAH |
| 2024   | Proton Competition | Ford Mustang GT3        | 26  | 26  | 24  | 46  | 25  | 21  | 27  | DNF |
| 2025   | Manthey-Racing     | Porsche 911 GT3 R LMGT3 | KAT | IMO | SPA | LEM | SAO | AUS | FUJ | BAH |
| 2025   | Manthey-Racing     | Porsche 911 GT3 R LMGT3 | 29  | 19  | 21  | 33  | 23  |     |     |     |